# Thomas Johnston
Thomas „Tom“ Johnston (* 2. November 1881 in Kirkintilloch, East Dunbartonshire, Schottland; † 5. September 1965 in Milngavie, Glasgow) war ein britischer Journalist, Politiker der Independent Labour Party (ILP) sowie später der Labour Party und Wirtschaftsmanager, der mit Unterbrechungen 19 Jahre lang dem House of Commons als Mitglied angehörte. 1931 war er kurzzeitig Lordsiegelbewahrer und bekleidete während des Zweiten Weltkrieges von 1941 bis 1945 im Kriegskabinett von Premierminister Winston Churchill das Amt des Ministers für Schottland. Als Schottlandminister war er 1943 Initiator der Gründung der North of Scotland Hydro-Electric Board (NoSHEB), um den Entwurf, den Bau sowie den Betrieb von Wasserkraftwerken in den Highlands voranzubringen. Er fungierte von 1945 bis 1959 als Vorstandsvorsitzender des NoSHEB.

## Leben

### Journalist und Studium
Johnston absolvierte seine schulische Ausbildung an der Lairdsland Public School sowie der Lenzie Academy, einer Comprehensive School in Lenzie. Kurz nach Beendigung der Schulausbildung begann er seine politische Laufbahn in der Independent Labour Party (ILP), für die er 1903 zum Mitglied des Gemeinderates gewählt wurde. Mit Unterstützung eines Verwandten gründete er 1906 Forward, die linksgerichtete Wochenzeitung der ILP, und war bis 1933 auch deren Chefredakteur.
Neben seiner journalistischen Tätigkeit begann er 1907 ein Studium der Moralphilosophie an der University of Glasgow und nahm dort 1908 auch ein Studium der Wirtschaftswissenschaften auf, das er jedoch nicht abschloss. Als Student engagierte er sich ferner in der Student Settlement, eine Studentenorganisation, die sich für soziale Verbesserungen einsetzte.
Seine Tätigkeit als Chefredakteur von Forward war von seiner fabianistischen, radikalen und abstinenten Haltung beeinflusst und prägte den sozialistischen Journalismus jener Zeit sowie die Meinung im westlichen Schottland. In seiner Wochenzeitung sprach er sich entschieden gegen den Ersten Weltkrieg aus, den er als Ausnutzung der Arbeiterklasse sah. Darüber hinaus trat er für Frieden ein und griff die Profiteure des Krieges an.
In seinen Ansichten stand er den sozialistischen Ansichten der sogenannten Red Clydesider nahe, einer Gruppe radikal-sozialistischer Politiker in der Gegend um Glasgow wie William Gallacher, Mary Barbour, Emanuel Shinwell und James Maxton.

### Erfolglose Kandidaturen und Unterhausabgeordneter
Johnston bewarb sich als Kandidat der Labour Party bei den Wahlen vom 14. Dezember 1918 im neugeschaffenen Wahlkreis Stirlingshire and Clackmannanshire Western erstmals für ein Mandat im House of Commons, unterlag aber seinem Gegenkandidaten von der Scottish Unionist Party, Harry Hope, mit 6.893 zu 3.809 Wählerstimmen deutlich. Bei den darauf folgenden Wahlen vom 15. November 1922 konnte er sich mit 9.919 Stimmen gegen 8.104 durchsetzen und wurde somit erstmals zum Abgeordneten in das Unterhaus gewählt. Er vertrat diesen Wahlkreis bis zu seiner Niederlage gegen seinen Gegenkandidaten von der Unionist Party Guy Dalrymple Fanshawe bei den Unterhauswahlen am 29. Oktober 1924.
Allerdings wurde er bereits knapp zwei Monate später bei einer durch den Tod von Edmund Dene Morel am 12. November 1924 notwendig gewordenen Nachwahl (By-election) im Wahlkreis Dundee am 22. Dezember 1924 wieder zum Mitglied des House of Commons gewählt und vertrat diesen Wahlkreis nunmehr, bis er bei den Wahlen vom 30. Mai 1929 wieder im Wahlkreis Stirlingshire and Clackmannanshire Western gewählt wurde. Diesmal konnte er sich dort mit 15.179 Wählerstimmen gegen den Wahlkreisinhaber der Unionist Party, Guy Dalrymple Fanshawe, durchsetzen, auf den diesmal 11.589 Stimmen entfielen.

### Unterstaatssekretär, Lordsiegelbewahrer und Wiederwahl ins Unterhaus
Johnston übernahm am 8. Juni 1929 sein erstes Regierungsamt in der Regierung von Premierminister Ramsay MacDonald und fungierte dort zunächst als Unterstaatssekretär im Schottlandministerium (Under-Secretary of State for Scotland).
Am 24. März 1931 wurde Johnston von Premierminister Macdonald als Nachfolger des am 13. März 1931 im Amt verstorbenen Vernon Hartshorn zum Lordsiegelbewahrer (Lord Privy Seal) in dessen Kabinett berufen. Dieses Amt bekleidete er jedoch nur bis zur Bildung der sogenannten National Government aus Labour Party, Conservative Party und Liberal Party am 24. August 1931 in der Hochphase der Weltwirtschaftskrise. Sein Nachfolger wurde daraufhin William Peel, 1. Earl Peel von der Conservative Party.
Wenige Wochen später verlor er bei den Wahlen vom 27. Oktober 1931 sein Unterhausmandat im Wahlkreis Stirlingshire and Clackmannanshire Western an seinen Herausforderer von der Unionist Party, James Campbell Ker, mit 14.771 Wählerstimmen für Ker gegenüber 12.952 Stimmen, die auf ihn entfielen. Bei den nächsten Wahlen vom 14. November 1935 verzichtete Ker auf eine erneute Kandidatur, während Johnston wieder antrat und sich mit 16.015 Stimmen deutlich gegen den neuen Kandidaten der Unionist Party, Arthur Paterson Duffes, durchsetzen konnte, der nur 13.053 Wählerstimmen bekam. Den Wahlkreis Stirlingshire and Clackmannanshire Western vertrat er nunmehr fast zehn weitere Jahre bis zu den Unterhauswahlen am 5. Juli 1945, bei denen er auf eine erneute Kandidatur verzichtete. Kurz vor Beginn des Zweiten Weltkrieges wurde er 1939 zudem Regionalkommissar für die Zivilverteidigung in Schottland.

### Schottlandminister und Vorstandsvorsitzender des NoSHEB
Am 8. Februar 1941 wurde Johnston von Premierminister Winston Churchill in dessen Kriegskabinett berufen und übernahm in diesem als Nachfolger von Ernest Brown bis zu seiner Ablösung durch Harry Primrose, 6. Earl of Rosebery am 23. Mai 1945 das Amt des Ministers für Schottland (Secretary of State for Scotland).
In dieser Funktion trat er parteiübergreifend für eine Verbesserung der schottischen Wirtschaft ein wie zum Beispiel durch die Schaffung des Scottish Council for Development and Industry. 1943 Initiator der Gründung der North of Scotland Hydro-Electric Board (NoSHEB), um den Entwurf, den Bau sowie den Betrieb von Wasserkraftwerken in den Highlands voranzubringen. Dadurch gelang die Schaffung von Arbeitsplätzen, die Verbesserung sozialer Bedingungen sowie die Stärkung neuer Industrien in den bis dahin weniger entwickelten Regionen Schottlands.
Zuletzt fungierte Johnston, dem die University of Glasgow 1945 einen Ehrendoktor der Rechtswissenschaften verlieh, von 1945 bis 1959 als Vorstandsvorsitzender des NoSHEB. Während dieser Zeit wurden die meisten der Kraftwerke fertiggestellt und das Netzwerk der elektrischen Versorgung umfasste zuletzt 90 Prozent Schottlands. Daneben engagierte er sich ehrenamtlich als Vorsitzender der Forstkommission (Forestry Commission), der Tourismusbehörde (Scottish Tourist Board) sowie als Mitglied des BBC Board of Governors. 1943 wurde er zum Mitglied (Fellow) der Royal Society of Edinburgh gewählt.